# Feleky Géza
Magyarfeleki Feleky Géza, ritkán Feleki (Budapest, 1890. november 4. – Budapest, Terézváros, 1936. december 15.) magyar újságíró, író, publicista. Feleki Béla ügyvéd és Feleky Sándor orvos, költő unokaöccse.

## Élete
Dr. Feleky (1878-ig Füchsl) Hugó orvos és Kohn Irma fiaként született, izraelita vallású. Anyai nagyszülei Pikler Anna és Kohn Vilmos voltak. Egyetemi tanulmányait szülővárosában végezte. Pályája a Pesti Naplónál indult. 1920–1925 között a Világ főszerkesztője, majd 1926-tól a Magyar Hírlap főmunkatársa volt.
A polgári radikalizmus képviselője volt. Műveiben a haladó polgárság véleményét írta le az ellenforradalmi korszakban. Leginkább esztétikai és művelődéstörténeti kérdésekkel foglalkozott. Történelmi tanulmányai az első világháború okát vizsgálják.
1936. december 15-én este 9 órakor hunyt el Budapesten, a Terézvárosban.

## Művei
- Könyvek, képek, évek. Találkozások a művészettel (1912) (MEK)
- Munkácsy Mihály (1912)
- A művelődéstörténeti múzeum problémája és a fővárosi múzeum (1914)
- Kaiser und Krieg (1933)